# 米季亞尼齊亞
48°18′24″N 22°57′51″E / 48.30667°N 22.96417°E
米季亞尼齊亞（烏克蘭語：Мідяниця）是烏克蘭西部的村莊，隸屬外喀爾巴阡州的胡斯特區。該村始建於1448年，面積1.69平方公里，海拔高度152米，2001年人口846，人口密度每平方公里500.3人。